# 1756 en musique classique
| \| • Retour à la chronologie générale de la musique classique • \| |
| Grèce • Rome • Haut Moyen Âge • VIIIe siècle • IXe siècle • Xe siècle • XIe siècle XIIe siècle • XIIIe siècle • XIVe siècle • XVe siècle • XVIe siècle • XVIIe siècle XVIIIe siècle • XIXe siècle • XXe siècle • XXIe siècle |
| • Retour à la chronologie générale de la musique classique • |

| Années en musique classique : 1753 - 1754 - 1755 - 1756 - 1757 - 1758 - 1759    |
| Décennies en musique classique : 1720 - 1730 - 1740 - 1750 - 1760 - 1770 - 1780 |

## Événements
- 9 février : Antigono, opéra de Gluck, est créé à Rome.
- 19 août : Le Diable à quatre, opéra-comique de Michel-Jean Sedaine créé à la Foire Saint-Laurent.
- 8 décembre : création de l'opéra Le roi pasteur de Christoph Willibald Gluck au Burgtheater de Vienne.
- 18 décembre : création de l'opéra Zénobie de Niccolò Vito Piccinni au San Carlo de Naples.

- Publication à Augsbourg de Versuch einer gründlichen Violinschule' (Traité complet sur les principes fondamentaux du jeu de violon), un méthode pour apprendre à jouer du violon de Leopold Mozart.

## Naissances

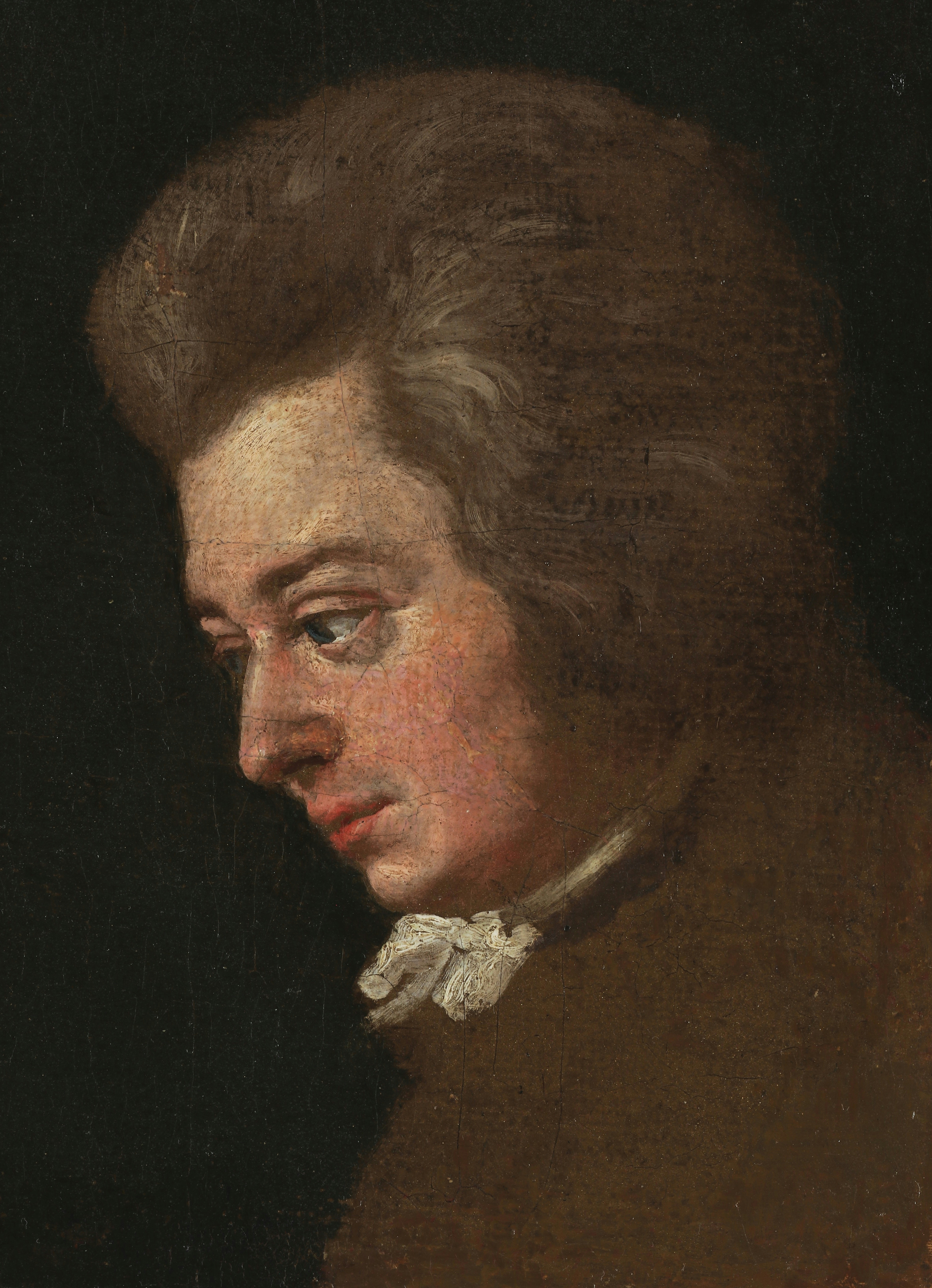
Portrait de Mozart par Lange et, selon sa femme Constance, le plus ressemblant de Mozart.

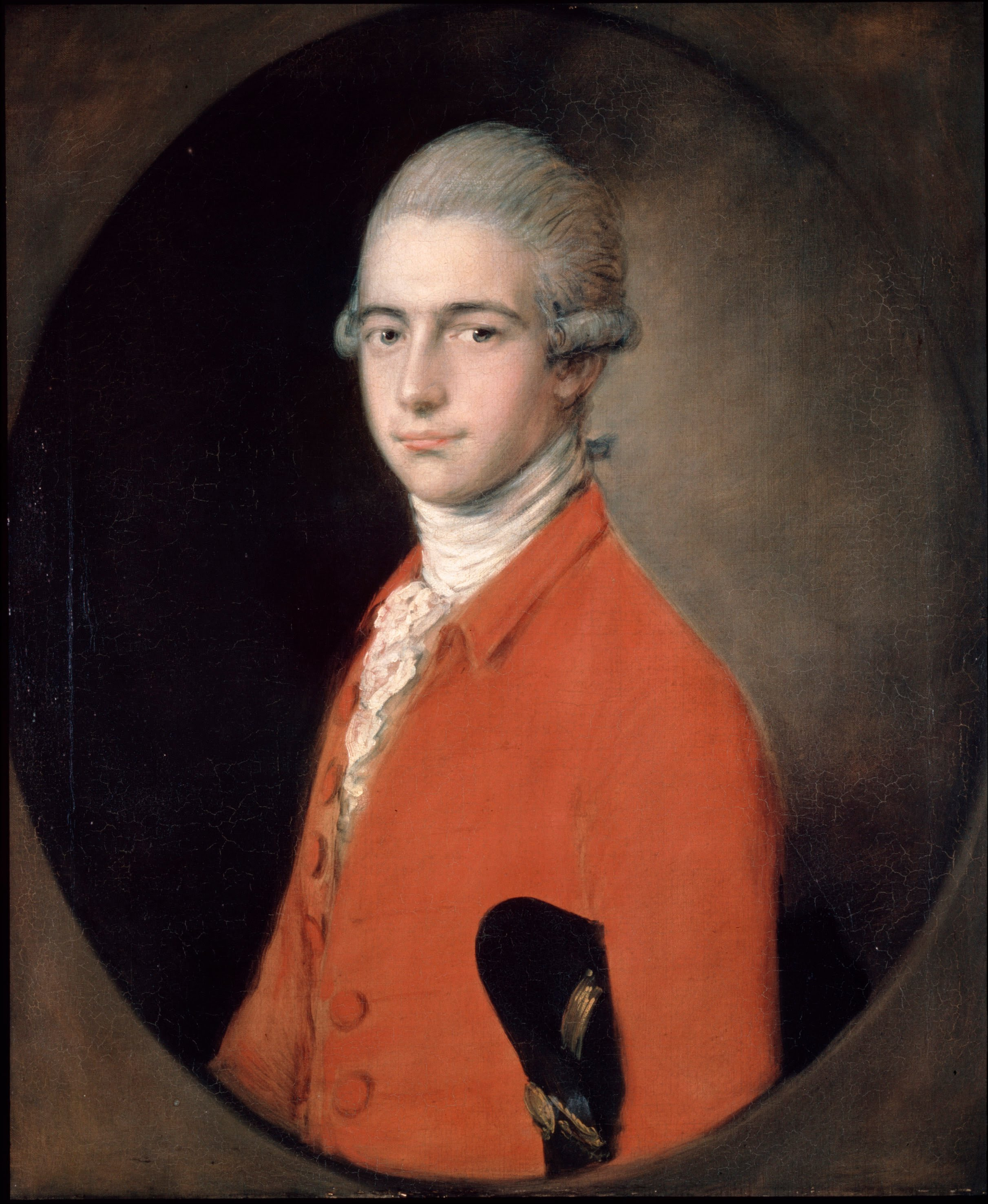
Thomas Linley le jeune.

- 22 janvier : Vincenzo Righini, compositeur italien d'opéras († 19 août 1812).
- 27 janvier : Wolfgang Amadeus Mozart, compositeur autrichien († 5 décembre 1791).
- 18 mars : Johann Christoph Vogel, compositeur allemand († 26 juin 1788).
- 24 mars : Franziska Danzi, soprano et compositrice allemande († 14 mai 1791).
- 23 avril : Alexander Reinagle, compositeur, organiste, pédagogue, impresario et musicien de théâtre américain († 21 septembre 1809).
- 5 mai : Thomas Linley le jeune, chanteur, violoniste et compositeur britannique († 5 août 1778).
- 13 mai : Wojciech Żywny, pianiste, violoniste, compositeur et professeur tchèque († 21 février 1842).
- 23 mai : Nicolas-Joseph Hüllmandel, compositeur, claveciniste, pianiste et joueur d’harmonica de verre alsacien († 19 décembre 1823).
- 14 juin : Jan Baptysta Kleczyński, chef d'orchestre et compositeur polonais-autrichien († 6 août 1828).
- 20 juin : Joseph Martin Kraus, compositeur et chef d'orchestre allemand († 15 décembre 1792).
- 8 septembre : Anton Teyber, compositeur, organiste et pianiste autrichien († 18 novembre 1822).
- 30 novembre : Ernst Chladni, physicien allemand, fondateur de l'acoustique moderne († 3 avril 1827).
- 15 décembre : Antoinette Saint-Huberty, cantatrice française († 22 juillet 1812).
- 30 décembre : Paul Wranitzky, compositeur, violoniste et chef d'orchestre tchèque († 29 septembre 1808).

Date indéterminée
- Lovisa Augusti, chanteuse d’opéra suédoise de l'Opéra royal de Stockholm († 25 juin 1790).
- Isaac-François Lefébure-Wely, organiste, pianiste et compositeur français († 22 juin 1831).

## Décès

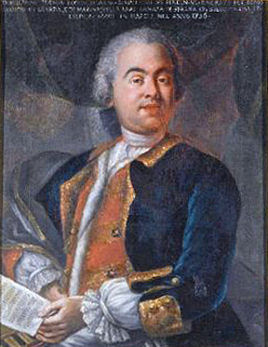
Riccardo Broschi

- 1er mars : Antonio Bernacchi, castrat, compositeur et professeur de chant italien (° 23 juin 1685).
- 19 mars : Giuseppe Avitrano, compositeur et violoniste italien (° 1670).
- 10 avril : Giacomo Antonio Perti, compositeur baroque italien (° 6 juin 1661).
- 13 avril : Johann Gottlieb Goldberg, claveciniste, organiste et compositeur (° 14 mars 1727).
- 17 juin : Marc-Antoine de Dampierre, maître de vénerie, sonneur de trompe et compositeur (° 26 décembre 1676).
- juillet : Carlo Ricciotti, violoniste, compositeur et directeur d'opéra italien (° 11 juillet 1675).
- 26 octobre : Johann Theodor Roemhildt, compositeur baroque allemand (° 23 septembre 1684).

Date indéterminée
- Riccardo Broschi, compositeur italien (° 1698).
- Alexandre de Villeneuve, compositeur français (° 25 mai 1677).